# Caraffa del Bianco
Caraffa del Bianco è un comune italiano di 432 abitanti della città metropolitana di Reggio Calabria in Calabria.

## Geografia fisica
Caraffa del Bianco si trova su un colle a circa 355 m sul versante orientale dell'Aspromonte ad est di Reggio Calabria. Il suo territorio si affaccia sulla vallata della fiumara Laverde ed è circondato da boschi di ulivi secolari, querce, castagni e ciliegi, oltre ad avere numerose sorgenti d'acqua e un clima molto salubre.

## Storia

### Le origini feudali
La fondazione di Caraffa del Bianco è strettamente legata al limitrofo comune di Bianco, il cui feudatario, Fabrizio Carafa, principe di Roccella, tra il 1589 e il 1594 fece fondare un nuovo abitato, permettendo a diverse nobili famiglie originarie di Sant'Agata del Bianco, come i Sotira, venute in contrasto con il duca di Precacore, di trasferirsi nel suo feudo e di edificare case nel luogo chiamato "Il pizzo". Il nobile fondatore, quindi, diede al nuovo agglomerato il nome di Caraffa, che deriva dal suo cognome, poiché aveva già nominato con il suo nome il borgo di Fabrizia. 
Don Fabio e Ottavio Sotira iniziarono allora a costruire una casa nella zona assegnata, ma a causa della caduta di un fulmine, interpretato come cattivo presagio, lasciarono questa opera incompiuta e decisero di ricostruirla nella località chiamata tutt’oggi "Chiesa Vecchia". Per i nuovi abitanti il principe Carafa comprò la Fontana Boccalupi, lasciando al proprietario venditore l’uso della acqua solo il sabato per annaffiare il giardino e destinandola gli altri giorni per alimentare i mulini del nuovo agglomerato urbano, al fine di svincolare i Caraffesi dalle sudditanza di Sant'Agata. Nel territorio caraffese, come in altre parti della Baronia di Bianco, si allevavano pregiati cavalli di razza, chiamati "Regia Razza" poiché essi venivano venduti anche alle scuderie reali di Napoli. Di questo allevamento rimane traccia nell'odierno gonfalone comunale, raffigurante un cavallo bianco rampante su sfondo rosso.

### L'autonomia amministrativa
Nato quindi come casale di Bianco e sottoposto alla giurisdizione feudale della famiglia Carafa, il paese rimase sotto il loro controllo fino all'eversione della feudalità, decretata dal nuovo re di Napoli, Giuseppe Bonaparte, nel 1806: con il varo della nuova riforma amministrativa, Caraffa divenne dunque un Comune autonomo, compreso nel Circondario di Bianco, a sua volta parte del Distretto di Gerace, e mantenne questa suddivisione anche dopo il ritorno sul trono della dinastia borbonica. Nel 1847 Caraffa, insieme ad altri paesi vicini, come Bianco e Bovalino, fu coinvolta nella Rivolta di Gerace, un moto insurrezionale mazziniano organizzato da cinque giovani patrioti, passati alla storia come i "Cinque Martiri di Gerace": tra di essi spiccava il caraffese Rocco Verduci, un giovane possidente terriero di idee liberali, che alla fine fu catturato, condannato a morte e fucilato il 2 ottobre 1847 a Gerace insieme ai suoi compagni di lotta (Gaetano Ruffo, Michele Bello, Pietro Mazzone e Domenico Salvadori). 

### L'unificazione italiana
Dopo l'Unità d'Italia il paese cambiò nome: con Regio Decreto del 1864 infatti ebbe la nuova denominazione di Caraffa del Bianco, per distinguerlo dall'omonimo centro in provincia di Catanzaro. Gravemente colpita dal terremoto di Messina del 1908, con la nuova riforma amministrativa voluta dal fascismo, dal 1926 Caraffa del Bianco fu unita assieme ai comuni limitrofi di Samo, Sant'Agata del Bianco e Casignana nella nuova entità comunale di Samo di Calabria, ritrovando l'autonomia amministrativa solo nel 1946.

### Simboli
Lo stemma e il gonfalone del comune di Caraffa del Bianco sono stati concessi con decreto del presidente della Repubblica del 5 aprile 1995.
Il gonfalone è un drappo di bianco.

## Monumenti e luoghi d'interesse

### Edifici laici
- Palazzo Barletta, costruito nel 1559, fu così nominato dal proprietario dello stabile, che era l'amministratore dei beni del principe Carafa di Roccella. Il palazzo fu dimora estiva anche degli stessi Principi Carafa, mentre in tempi recenti fu abitato dai famiglia dello scrittore sanluchese Corrado Alvaro (suo fratello don Massimo e sua madre), con frequenti visite dello stesso scrittore, che cita il palazzo in toni di ammirazione nella sua opera Ultimo diario. L'edificio è costruito interamente con pietra a vista che ne caratterizza l’aspetto, denunciando anche la fattura locale: i portali d'ingresso sono in pietra lavorata, di chiara impostazione tardo-rinascimentale, particolarmente interessante quello della facciata principale, con conci alternati a bugnato liscio. Questa facciata è scandita da un ordine gigante di lesene su cui poggia la cornice di coronamento. Le solette dei balconi, tutti in pietra, sono sorrette da mensole riccamente lavorate con volute e mascheroni, di stile barocco, mentre ornano il palazzo una splendida loggia con arco a tutto sesto e le ringhiere in ferro battuto, All'interno, tra i magazzini e la stalla, spicca la piccola cappella di famiglia, decorata con stucchi policromi, mentre al primo piano, al quale si accede attraverso una scalinata in pietra, si trovano molti grandi ambienti, tra cui la "camera verde", dove si riunivano i "Cinque Martiri di Gerace"[10].

- Palazzo Verduci è un edificio risalente al XVII secolo e si presenta in buono stato di conservazione; presenta notevole interesse il portale d'ingresso con la scalinata in pietra, caratteristici anche la loggia con le arcate ed il balcone principale con la ringhiera in ferro battuto. Il palazzo è noto per essere stato il luogo di nascita del patriota Rocco Verduci, uno dei "Cinque Martiri di Gerace", oltre che un centro per l'attività insurrezionale che ebbe luogo nel 1847.

### Chiese ed edifici di culto
- La Chiesa Matrice di Santa Maria degli Angeli risale al XVII secolo e conserva ancora la sua struttura originaria. Sorge nell’antico nucleo del borgo di Caraffa nella zona denominata "Pizzo" che, col passare del tempo e con l’estendersi dell'agglomerato urbano verso l'alto, divenne la parte bassa del paese, rientrando nell’area del centro storico. L'edificio religioso possiede un'imponente facciata in pietra che si staglia verso l'alto e sulla quale si sviluppano quattro lesene sormontate da un cornicione, che fa da basamento al timpano triangolare che corona l'intera facciata. La gradinata centrale in lastre di pietra guida verso il grande portone ligneo d’ingresso, sormontato da un rosone a forma di croce greca dagli angoli arrotondati, mentre sul lato sinistro della facciata si trovano due piccole campane bronzee, una delle quali risalente al 1631. La chiesa ha due navate e tre altari, dei quali uno intitolata a Santa Maria degli Angeli, uno alla Vergine del Rosario e l'altra al Santissimo Sacramento[11]. Gravemente danneggiata dalla scossa sismica del 1908, la chiesa è stata aperta saltuariamente al pubblico fino al 1942, finché venne chiusa al culto perché pericolante: tuttavia, tra il 1979 ed il 1984 l'edificio religioso fu restaurato dalla Soprintendenza per i Beni Ambientali, Architettonici, Artistici e Storici di Cosenza, in quanto precedentemente era stato riconosciuto come "Bene Nazionale", in quanto rappresenta un'antica ed artistica costruzione di stile romanico-bizantino, tra le poche forme d'arte dentro la Diocesi di Gerace[12]. Dalla Chiesa, intitolata alla santa patrona di Caraffa del Bianco, il 7 e 8 agosto si svolge la solenne processione per le vie del paese.

- Il Santuario della Madonna delle Grazie si trova ai piedi del centro abitato caraffese ed è immerso nella verde campagna locale. L'edificio originario, risalente al 1621, fu distrutto da un incendio nel 1994: rimase illesa soltanto la statua marmorea secentesca raffigurante la Madonna delle Grazie, sulla quale si tramanda la leggenda che sia stata trovata vicino ad una grossa pietra che aveva impresse le impronte della Madonna, di Gesù Bambino e del Diavolo. Nessuno si è mai spiegato come la statua sia arrivata fino al Santuario, dal momento che quel luogo non era collegato da nessuna strada. Dopo l’incendio il santuario è stato riedificato, in modo più grande e spazioso, con un'ampia piazza costruita interamente in pietra circondata da aiuole fiorite.

## Società

### Evoluzione demografica
Abitanti censiti

### Etnie e minoranze straniere
Gli stranieri residenti a Caraffa del Bianco al 1º gennaio 2020 sono 21 e rappresentano il 4,4% della popolazione residente. I Paesi più rappresentati sono: 
1. Romania, 11
2. Georgia, 4
3. India, 3
4. Australia, 2
5. Filippine, 1

## Cultura

### Istruzione
Il comune di Caraffa del Bianco ospita tre plessi scolastici: un asilo pubblico, edificato nel 1919 grazie agli sforzi dell'Associazione del Mezzogiorno e al contributo statunitense; una scuola elementare, intitolata al patriota caraffese Rocco Verduci; e una scuola media, che porta il nome di Corrado Alvaro, legato a Caraffa per via del fratello don Massimo, parroco del centro aspromontano.

## Economia
Caraffa del Bianco ha un'economia prevalentemente agricola e silvo-pastorale: infatti, oltre alla produzione di olive, uva e agrumi, molta importanza hanno l'allevamento di bovini e di caprini e lo sfruttamento delle risorse forestali del territorio circostante.

## Infrastrutture e trasporti
Caraffa del Bianco è servita dalla SP 69, che la mette in comunicazione sia con gli altri paesi dell'entroterra aspromontano, sia con Bianco, dove passa la Strada Statale 106.

## Amministrazione
| Periodo           | Periodo           | Primo cittadino            | Partito              | Carica                    | Note          |
| ----------------- | ----------------- | -------------------------- | -------------------- | ------------------------- | ------------- |
| 12 luglio 1988    | 16 luglio 1989    | Giovanni Iofrida           | Democrazia Cristiana | Sindaco                   | [ 16 ]        |
| 5 settembre 1989  | 14 giugno 1993    | Giulio Mezzatesta          | Democrazia Cristiana | Sindaco                   | [ 17 ]        |
| 14 giugno 1993    | 22 novembre 1993  | Felice Iracà               |                      | Commissario prefettizio   | [ 18 ]        |
| 22 novembre 1993  | 27 settembre 1996 | Carlo Galletta             | Indipendente         | Sindaco                   | [ 19 ] [ 20 ] |
| 27 settembre 1996 | 25 novembre 1996  | Rosario Fusaro             |                      | Commissario prefettizio   | [ 21 ]        |
| 25 novembre 1996  | 28 aprile 1997    | Rosario Fusaro             |                      | Commissario straordinario | [ 22 ]        |
| 28 aprile 1997    | 6 giugno 2000     | Rosina Minnici Sgambellone | Lista civica         | Sindaco                   | [ 23 ] [ 24 ] |
| 6 giugno 2000     | 14 maggio 2001    | Gianfranco Ielo            |                      | Commissario straordinario | [ 25 ]        |
| 14 maggio 2001    | 28 maggio 2002    | Gianfranco Ielo            |                      | Commissario prefettizio   | [ 26 ]        |
| 28 maggio 2002    | 29 maggio 2007    | Paolo Giovanni Di Giorgio  | Lista civica         | Sindaco                   | [ 27 ]        |
| 29 maggio 2007    | 7 maggio 2012     | Paolo Giovanni Di Giorgio  | Lista civica         | Sindaco                   | [ 28 ]        |
| 7 maggio 2012     | 12 giugno 2017    | Stefano Umberto Marrapodi  | Lista civica         | Sindaco                   | [ 30 ]        |
| 12 giugno 2017    | 13 giugno 2022    | Stefano Umberto Marrapodi  | Lista civica         | Sindaco                   | [ 31 ]        |
| 13 giugno 2022    | in carica         | Stefano Umberto Marrapodi  | Lista civica         | Sindaco                   | [ 33 ]        |